# Liste d'aéronefs (T-Z)
Pour un article plus général, voir Liste des aéronefs.
- A
- B
- C
- D
- E-H
- I-M
- N-S
- T-Z

## T

### Tachikawa
- Tachikawa Ki-9
- Tachikawa Ki-17
- Tachikawa Ki-36
- Tachikawa Ki-54
- Tachikawa Ki-55
- Tachikawa Ki-70
- Tachikawa Ki-74
- Tachikawa Ki-77
- Tachikawa Ki-94

### Tadiran
- Tadiran Mastiff

### Tatra
- Tatra T-001
- Tatra T-002
- Tatra T-003
- Tatra T-101
- Tatra T-126
- Tatra T-131
- Tatra T-201
- Tatra T-301
- Tatra T-401

### Taylor
- Taylor Aerocar
- Taylor Aero-Plane
- Taylor Bullet
- Taylor Coot et Sooper-Coot
- Taylor IMP, Micro-IMP, Mini-IMP et Ultra-IMP

### Taylor Brothers Aircraft Company
- Taylor C-2 Chummy

### Taylorcraft
- Taylorcraft Model A
- Taylorcraft Model B
- Taylorcraft Model C
- Taylorcraft C-95 Grasshopper
- Taylor E-2
- Taylor J-2
- Taylor L-2 Grasshopper
- Taylor O-57

### Taylorcraft Aeroplanes (England) Ltd
- Taylorcraft Auster
- Taylorcraft Auster 5 Series J/1 Autocrat
- Taylorcraft Plus C
- Taylorcraft Plus D

### Technoavia
- Technoavia SM92 Finist
- Technoavia Rysachok

### Tecnam
- Tecnam P92 (en) Echo Super/Classic
- Tecnam P96 (en) Golf
- Tecnam P2002 Sierra
- Tecnam P2004 (en) Bravo
- Tecnam P2006T
- Tecnam P2008 (en)
- Tecnam P2010
- Tecnam P2012 Traveller
- Tecnam Astore (en)
- Tecnam P-Mentor

### Temco
- Temco Buckaroo
- Temco TT-1 Pinto

### Thorp
- Thorp T-3
- Thorp T-5
- Thorp T-6
- Thorp T-11Sky Skooter
- Thorp T-15
- Thorp T-18
- Thorp T-111 Sky Skooter
- Thorp T-211 Sky Skooter

### Thurston
- Thurston HRV-1
- Thurston Seafire
- Thurston Seamaster
- Thurston Teal
- Thurston Trojan

### Tiger Aircraft
- Tiger Aircraft AG-5B Tiger

### Claude Tisserand
- Amphiplane
- Electroplane
- Hydroplum I
- Hydroplum II
- Electroplane

### Transport Allianz
- C-160 Transall

### Transavia
- Transavia Airtruk
- Transavia Skyfarmer

### Travel Air
- Travel Air Model A
- Travel Air Model B
- Travel Air Model C
- Travel Air Model R Mystery Ship
- Trabel Air Model 4
- Travel Air Model 6
- Travel Air Model 10
- Travel Air Model 11
- Travel Air 2000
- Travel Air 3000
- Travel Air 4000
- Travel Air 5000
- Travel Air 6000
- Travel Air 7000
- Travel Air 8000
- Travel Air 9000
- Travel Air Model 11000

### Trimouille
(Jean-Pierre Trimouille, France)
- JT.IX
- JT.X
- JT.XI

### Tri-R Technologies
- KIS TR-1
- KIS TR-4 Cruiser

### TRW
- TRW RQ-5 Hunter

### Tucker
- Tucker XP-57

### TU-Braunschweig, Institut für Luftfahrtmeßtechnik und Flugmeteorologie
- LF-1 Zaunkoenig

### Tupolev
- Tupolev ANT-4
- Tupolev ANT-5
- Tupolev ANT-6
- Tupolev ANT-7
- Tupolev ANT-13
- Tupolev ANT-20
- Tupolev ANT-23
- Tupolev ANT-40
- Tupolev ANT-58 à ANT-69
- Tupolev I-4 ANT-5
- Tupolev I-8 ANT-13
- Tupolev I-12 ANT-23
- Tupolev I-14
- Tupolev R-6 ANT-7
- Tupolev TB-1 ANT-4
- Tupolev TB-3 ANT-6
- Tupolev SB-2 ANT-40
- Tupolev Tu-2 ANT-58 à ANT-69
- Tupolev Tu-4
- Tupolev Tu-16 "88"
- Tupolev Tu-22 "105"
- Tupolev Tu-22M "145"
- Tupolev Tu-128
- Tupolev Tu-70
- Tupolev Tu-72
- Tupolev Tu-75
- Tupolev Tu-80
- Tupolev Tu-85
- Tupolev Tu-91
- Tupolev Tu-95 (appelé Tu-20 dans l'armée soviétique)
- Tupolev Tu-104
- Tupolev Tu-105
- Tupolev Tu-107
- Tupolev Tu-110
- Tupolev Tu-114
- Tupolev Tu-116
- Tupolev Tu-124
- Tupolev Tu-125 projet
- Tupolev Tu-126
- Tupolev Tu-128
- Tupolev Tu-134
- Tupolev Tu-138
- Tupolev Tu-142
- Tupolev Tu-144
- Tupolev Tu-148
- Tupolev Tu-154
- Tupolev Tu-160
- Tupolev Tu-204
- Tupolev Tu-214
- Tupolev Tu-224
- Tupolev Tu-234
- Tupolev Tu-334
- Tupolev Tu-354
- Tupolev PAK DA projet.

## U

### Umbaugh
- Umbaugh U-18 Flymobil

### Utva
- UTVA 212
- UTVA 213 'Vihor' ('Storm')
- UTVA Aero 3
- UTVA Trojka
- UTVA 56
- UTVA 60
  - UTVA 60-AT1
  - UTVA 60-AT2
  - UTVA 60-AG
  - UTVA 60-AM (ambulance)
  - UTVA 60H
  - UTVA 60 V-51
- UTVA 65
  - UTVA 65 'Privrednik' ('Agriculturist')
  - UTVA 65 'Privrednik'-IO
  - UTVA 65 'SuperPrivrednik'-350
- UTVA 66
  - UTVA 66-AM (ambulance)
  - UTVA 66H
  - UTVA 66V
  - UTVA 66 Super STOL
- UTVA 75
  - UTVA 75A21
  - UTVA 75A41
  - UTVA 75AG11
  - UTVA 75 V-53
- UTVA Lasta ('Swallow')
- Utva 96
- UTVA Kobac

## V

### Valmet
- Valmet L-70 Vinka
- Valmet L-80 TP Turbo Vinka
- Valmet L-90 TP Redigo

### Van's Aircraft
- Van's Aircraft RV-1
- Van's Aircraft RV-2
- Van's Aircraft RV-3
- Van's Aircraft RV-4
- Van's Aircraft RV-5
- Van's Aircraft RV-6
- Van's Aircraft RV-7
- Van's Aircraft RV-8
- Van's Aircraft RV-9
- Van's Aircraft RV-10
- Van's Aircraft RV-11
- Van's Aircraft RV-12

### VEF
- VEF I-11
- VEF I-12
- VEF I-14
- VEF I-15
- VEF I-16
- VEF I-17
- VEF I-19

### Venture
- Venture T-211

### Vertol
- Vertol H-21 Shawnee
- Vertol CH-125
- Vertol CH-127
- Vertol Retriever

### VFW
- VFW 614
- VFW-Fokker FK-3
- VFW-Fokker VAK 191B

### Vickers
- Vickers Boxkite
- Vickers ES 1
- Vickers F.B.5 « Gunbus »
- Vickers FB 9
- Vickers FB
- Vickers FB19
- Vickers Type 9
- Vickers Type 23
- Vickers Type 253
- Vickers Type 264 Valentia
- Vickers Valentia
- Vickers Valetta
- Vickers Valiant
- Vickers Vanguard
- Vickers Varsity
- Vickers VC.1 Viking
- Vickers VC-10
- Vickers Vernon
- Vickers Vespa
- Vickers Victoria
- Vickers Viking
- Vickers Vildebeest
- Vickers Vimy
- Vickers Vincent
- Vickers Virginia
- Vickers Viscount
- Vickers Warwick
- Vickers Wellesley
- Vickers Wellington
- Vickers Windsor

### Canadian Vickers
- Canadian Vickers Vancouver
- Canadian Vickers Vanessa
- Canadian Vickers Varuna
- Canadian Vickers Vedette
- Canadian Vickers Velos
- Canadian Vickers Vigil
- Canadian Vickers Vista

### Victa
- Victa Aircruiser
- Victa Airtourer

### VisionAire
- VisionAire Vantage

### Voisin
- Voisin 5
- Voisin 8
- Voisin 10
- Canard Voisin
- Voisin LA

### Volaircraft
- Volaire Model 10
- Volaire Model 1035

### Volpar
- Volpar Turbo 18
- Volpar Turboliner

### Vortex Aircraft Co
- Vortex PhoenixJet

### Vought
- Vought A-7 Strikefighter
- Vought A-7 Corsair II
- Vought F-8 Crusader
- Vought FU
- Vought F2U
- Vought F3U
- Vought F4U Corsair
- Vought XF5U Flying Pancake
- Vought F7U Cutlass
- Vought O2U Corsair
- Vought OS2U Kingfisher
- Vought SBU Corsair
- Vought SB2U Vindicator
- Vought-Sikorsky 300
- Vought-Sikorsky Chesapeake
- Vought-Sikorsky Hoverfly

### Vultee
- Vultee A-19
- Vultee A-31 Vengeance
- Vultee A-35 Vengeance
- Vultee XA-41
- Vultee BT-13 Valiant
- Vultee P-66 Vanguard
- Vultee XP-54 Swoose Goose
- Vultee XP-68 Tornado
- Vultee V-1
- Vultee V-11
- Vultee Vengeance
- Vultee-Stinson Reliant
- Vultee-Stinson Sentinel
- Vultee-Stinson Vigilant

## W

### Wacket
- Wacket Gannet

### WACO
- Waco AQC-6
- Waco C-62
- Waco C-72
- Waco CG-4 Hadrian
- Waco CG-15
- Waco PG-2A
- Waco Taperwing

### Wallis
- Wallis Venom

### Wassmer
- AVIA 152A
- WA20 Javelot
- WA21 Javelot II
- WA23 Super Javelot
- WA26 Squale
- WA28 Espadon
- WA30 Bijave
- WA51 Pacific

### Watanabe
- Kyushu J7W1 Shinden

### Weatherly
- Weatherly 201
- Weatherly 620

### Ernst Weber
- Weber EW 18

### Wedell-Williams
- Wedell-Williams XP-34

### Westland
- Westland Belvedere
- Westland Dragonfly
- Westland Gazelle
- Westland Gannet
- Westland Hoverfly II
- Westland Lynx
- Westland Lysander
- Westland Merlin
- Westland Scout
- Westland Sea King
- Westland Super Lynx
- Westland Wallace
- Westland Walrus
- Westland Wapiti
- Westland Wasp
- Westland Welkin
- Westland Wessex
- Westland Whirlwind
- Westland Whirlwind (hélicoptère)
- Westland Wyvern
- Westland/Aérospatiale Gazelle

### Charles Weymann
- Weymann WEL-10
- Weymann WEL-50
- Weymann WEL-52
- Weymann CTW-66
- Weymann WEL-80
- Weymann CTW-100
- Weymann CTW-130 et Weymann CTW-131
- Weymann CTW-200 et Weymann CTW-201
- Weymann CTW-210
- Weymann CTW-231

### Wibault
- Wibault 72
- Wibault 283T

### Willows
- Dirigeables Willows

### Wing
- Wing Derringer

### Wright Aeronautical
- Wright Flyer I
- Wright Flyer II
- Wright Flyer III
- Wright FW
- Wright F2W
- Wright F3W Apache
- Wright WP

### WSK
- WSK Junak
- WSK-Mielec M-15 Belphegor

## X

### Xi'an Aircraft Industrial Corp
- Xian FBC-1 Flying Leopard
- Xian MA60
- Xian Y7

## Y

### Yakovlev
- Yakovlev UT-1
- Yakovlev UT-2
- Yakovlev UT-3
- Yakovlev Yak-1
- Yakovlev Yak-2
- Yakovlev Yak-3
- Yakovlev Yak-4
- Yakovlev Yak-7
- Yakovlev Yak-9
- Yakovlev Yak-11
- Yakovlev Yak-12
- Yakovlev Yak-15
- Yakovlev Yak-17
- Yakovlev Yak-18
- Yakovlev Yak-19
- Yakovlev Yak-20
- Yakovlev Yak-21
- Yakovlev Yak-23
- Yakovlev Yak-24
- Yakovlev Yak-25
- Yakovlev Yak-26
- Yakovlev Yak-27
- Yakovlev Yak-28
- Yakovlev Yak-30
- Yakovlev Yak-32
- Yakovlev Yak-33
- Yakovlev Yak-36
- Yakovlev Yak-38
- Yakovlev Yak-40
- Yakovlev Yak-41
- Yakovlev Yak-42
- Yakovlev Yak-50
- Yakovlev Yak-52
- Yakovlev Yak-141

### Yermolaïev
- Yermolaïev Yer-2

### Yokosuka
- Yokosuka B4Y
- Yokosuka D3Y
- Yokosuka D4Y
- Yokosuka E14Y
- Yokosuka H5Y
- Yokosuka K5Y
- Yokosuka MXY7 Ohka
- Yokosuka MXY8 Akigusa
- Yokosuka MXY9 Shuka
- Yokosuka P1Y Ginga
- Yokosuka R2Y Keiun

### Ypiranga
- EAY-101
- EAY-201

## Z

### Zenair
- STOL CH 701
- STOL CH 801
- Zenair CH 100
- Zenair CH 150
- Zenair CH 180
- Zenair Zipper
- Zenith CH 200
- Zenith CH 250
- Zenith CH 300
- Zenith CH 2000
- Zodiac CH 600
- Zodiac CH 601
- Zodiac CH 640
- Zodiac XL

### Zeppelin
Plus léger que l'air:
- Zeppelin L.1
- Zeppelin L.2
- Zeppelin L.3
- Zeppelin L.4
- Zeppelin L.5
- Zeppelin L.6
- Zeppelin L.7
- Zeppelin L.8
- Zeppelin L.9
- Zeppelin L.10
- Zeppelin L.11
- Zeppelin L.12
- Zeppelin L.13
- Zeppelin L.14
- Zeppelin L.15
- Zeppelin L.16
- Zeppelin L.17
- Zeppelin L.18
- Zeppelin L.19
- Zeppelin L.20
- Zeppelin L.21
- Zeppelin L.22
- Zeppelin L.23
- Zeppelin L.24
- Zeppelin L.25
- Zeppelin L.26
- Zeppelin L.27
- Zeppelin L.28
- Zeppelin L.29
- Zeppelin L.30
- Zeppelin L.31
- Zeppelin L.32
- Zeppelin L.33
- Zeppelin L.34
- Zeppelin L.35
- Zeppelin L.36
- Zeppelin L.37
- Zeppelin L.38
- Zeppelin L.39
- Zeppelin L.40
- Zeppelin L.41
- Zeppelin L.42
- Zeppelin L.43
- Zeppelin L.44
- Zeppelin L.45
- Zeppelin L.46
- Zeppelin L.47
- Zeppelin L.48
- Zeppelin L.49
- Zeppelin L.50
- Zeppelin L.51
- Zeppelin L.52
- Zeppelin L.53
- Zeppelin L.54
- Zeppelin L.55
- Zeppelin L.56
- Zeppelin L.57
- Zeppelin L.58
- Zeppelin L.59
- Zeppelin L.60
- Zeppelin L.61
- Zeppelin L.62
- Zeppelin L.63
- Zeppelin L.64
- Zeppelin L.65
- Zeppelin L.66
- Zeppelin L.67
- Zeppelin L.68
- Zeppelin L.69
- Zeppelin L.71
- Zeppelin L.72
- Zeppelin L.73
- Zeppelin L.74
- Zeppelin L.75
- Zeppelin L.76
- Zeppelin L.77
- Zeppelin L.78
- Zeppelin L.79
- Zeppelin L.80
- Zeppelin L.81
- Zeppelin L.82
- Zeppelin L.83
- Zeppelin L.84
- Zeppelin L.85
- Zeppelin L.86
- Zeppelin L.87
- Zeppelin L.88
- Zeppelin L.89
- Zeppelin L.90
- Zeppelin L.91
- Zeppelin L.92
- Zeppelin L.93
- Zeppelin L.94
- Zeppelin L.95
- Zeppelin L.96
- Zeppelin L.97
- Zeppelin L.98
- Zeppelin L.99
- Zeppelin L.100
- Zeppelin L.101
- Zeppelin L.102
- Zeppelin L.103
- Zeppelin L.104
- Zeppelin L.105
- Zeppelin L.106
- Zeppelin L.107
- Zeppelin L.108
- Zeppelin L.109
- Zeppelin L.110
- Zeppelin L.111
- Zeppelin L.112
- Zeppelin L.113
- Zeppelin L.114
- Zeppelin L.120
- Zeppelin L.121
- Zeppelin L.126
- Zeppelin L.127 Graf Zeppelin
- Zeppelin L.129 Hindenburg
- Zeppelin L.130

Plus lourd que l'air:
- Zeppelin C.I
- Zeppelin CII
- Zeppelin L 1
- Zeppelin Rammer (en)
- Zeppelin Staaken R.VI (voir aussi Zeppelin Staaken, Zeppelin Staaken Riesenflugzeuge (en) et Riesenflugzeug)
- Zeppelin ZSO 523 (en)

### Zeppelin-Lindau
- Zeppelin-Lindau D.I

### Zivko
- Zivko Edge 540

### Zlín
- Zlín Z 26 Trener
- Zlín Z-37 Čmelák
- Zlín Z 42
- Zlín Z 43
- Zlín Z-50
- Zlin Z-142
- Zlin Z-143
- Zlin Z-242
- Zlin Z-526 Akrobat

### Zmaj
- Fizir FN

- A
- B
- C
- D
- E-H
- I-M
- N-S
- T-Z